# Bethamcheria
Bethamcheria é uma vila no distrito de Kurnool, no estado indiano de Andhra Pradesh.

## Demografia
Segundo o censo de 2001, Bethamcheria tinha uma população de 30 977 habitantes. Os indivíduos do sexo masculino constituem 51% da população e os do sexo feminino 49%. Bethamcheria tem uma taxa de literacia de 52%, inferior à média nacional de 59,5%; com 62% para o sexo masculino e 38% para o sexo feminino. 15% da população está abaixo dos 6 anos de idade.